# ATP-toernooi van Linz
Het ATP-toernooi van Linz was een tennistoernooi voor mannen dat tussen 1979 en 1982 met een onderbreking in 1980 op de ATP-kalender stond. Het eerste professionele toernooi werd in 1979 georganiseerd met een prijzengeld van 25.000 dollar.
De eerste twee edities vonden plaats op indoor hardcourtbanen en de laatste editie in 1982 werd  outdoor afgewerkt op gravelbanen.

## Finales

### Enkelspel
| Jaar | Winnaar        | Runner-up      | Score         |
| ---- | -------------- | -------------- | ------------- |
| 1979 | Peter Feigl    | Hans Kary      | 6-3, 6-4, 7-6 |
| 1980 | Niet gehouden  | Niet gehouden  | Niet gehouden |
| 1981 | Gianni Ocleppo | Mark Edmondson | 7-5, 6-1      |
| 1982 | Anders Järryd  | José Higueras  | 6-4, 4-6, 6-4 |

### Dubbelspel
| Jaar | Winnaar                              | Runner-up                    | Score         |
| ---- | ------------------------------------ | ---------------------------- | ------------- |
| 1979 | Patrice Dominguez Gilles Moretton    | Szabolcz Baranyi Peter Szoke | 6-1, 6-4      |
| 1980 | Niet gehouden                        | Niet gehouden                | Niet gehouden |
| 1981 | Anders Järryd (1) Hans Simonsson (1) | Brad Drewett Pavel Složil    | 6-4, 7-6      |
| 1982 | Anders Järryd (2) Hans Simonsson (2) | Rod Frawley Paul Kronk       | 6-2, 6-0      |

## Statistieken

### Meeste enkelspeltitels per land
| Aantal titels | Land       |
| ------------- | ---------- |
| 1             | Italië     |
| 1             | Oostenrijk |
| 1             | Zweden     |

### Enkel- en dubbelspeltitel in hetzelfde jaar
| Tennisser     | Jaar |
| ------------- | ---- |
| Anders Järryd | 1982 |

ITF-toernooien (mannen en vrouwen)

ATP-toernooien (mannen) – ATP-seizoen 2025

WTA-toernooien (vrouwen) – WTA-seizoen 2025

Voormalige toernooien mannen
Voormalige toernooien vrouwen
Voormalige amateurtoernooien